# Rostellariidae
Rostellariidae Gabb, 1868 è una famiglia di molluschi gasteropodi della sottoclasse Caenogastropoda.

## Descrizione
La famiglia è basata sul genere Tibia con la specie tipo Tibia fusa.
La conchiglia è snella fusiforme con alta cuspide e il corpo ovoidale. Nella spirale finale vengono sviluppati i caratteri specifici della specie. Il canale sifonico è un solco aperto che è corto con il lato esterno più lungo del lato interno nella Rimella ed è un canale lungo per lo più rettilineo nelle Rostellaria e nella Calyptraphorus. L'estremità posteriore dell'apertura di solito prosegue in uno stretto canale che continua sulla guglia, con la sola eccezione della Strombolaria. Il canale apicale può essere rettilineo o curvo, corto o lungo, con i lati sparsi sul guscio nel caso delle Calyptraphorus. Il labbro esterno è ispessito e può avere o meno un seno basale (tacca stromboidale) e può o meno sopportare rughe, creste o spine.
I Rostellariidae sono noti dal Cretaceo superiore (Maastrichtiano).
Vivono nelle acque tropicali dell'Indo-Pacifico.

## Tassonomia
Nella Classificazione di Bouchet & Rocroi del 2005 questo taxon venne classificato a livello di sottofamiglia con il nome di Rostellariinae all'interno della famiglia Strombidae. Successivamente le venne assegnato il ruolo di famiglia.
Secondo il World Register of Marine Species la famiglia comprende venti generi di cui cinque esistenti e quindici estinti:
- † Africoterebellum Eames, 1957
- † Amekichilus Eames, 1957
- † Amplogladius Cossmann, 1889
- † Calyptraphorus Conrad, 1857
- † Cyclomolops Gabb, 1868
- † Cyrtulotibia Eames, 1957
- † Dientomochilus Cossmann, 1904
- † Digitolabrum Cossmann, 1904
- † Ectinochilus Cossmann, 1889
- † Eotibia B. L. Clark, 1942
- † Mauryna de Gregorio, 1880
- † Rimella Agassiz, 1841
- Rimellopsis Lambiotte, 1979
- Rostellariella Thiele, 1929
- Strombolaria de Gregorio, 1880
- † Sulcogladius Sacco, 1893
- † Terebellomimus Pacaud, 2008
- † Terebellopsis Leymerie, 1846
- Tibia Röding, 1798
- Varicospira Eames, 1952